# Rifugio Nuvolau
Il rifugio Nuvolau è un rifugio situato nel comune di Cortina d'Ampezzo, sulla sommità del monte Nuvolau.

## Storia

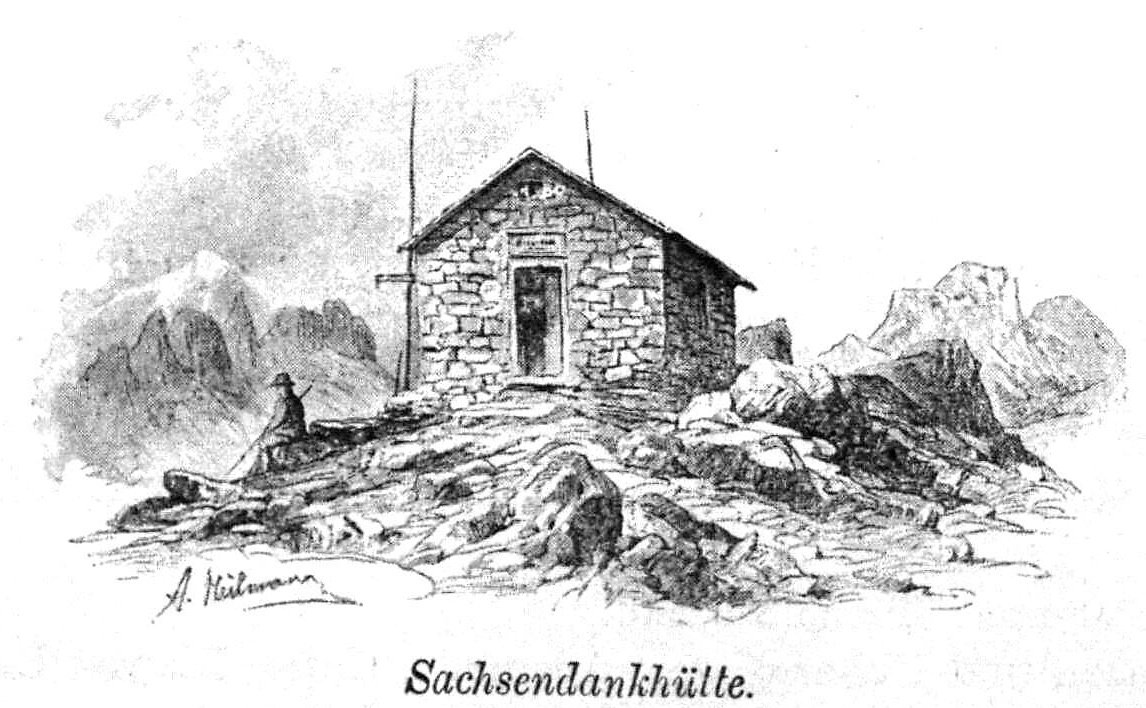
Ritratto del rifugio dalla rivista del Club Alpino Tedesco e Austriaco del 1894

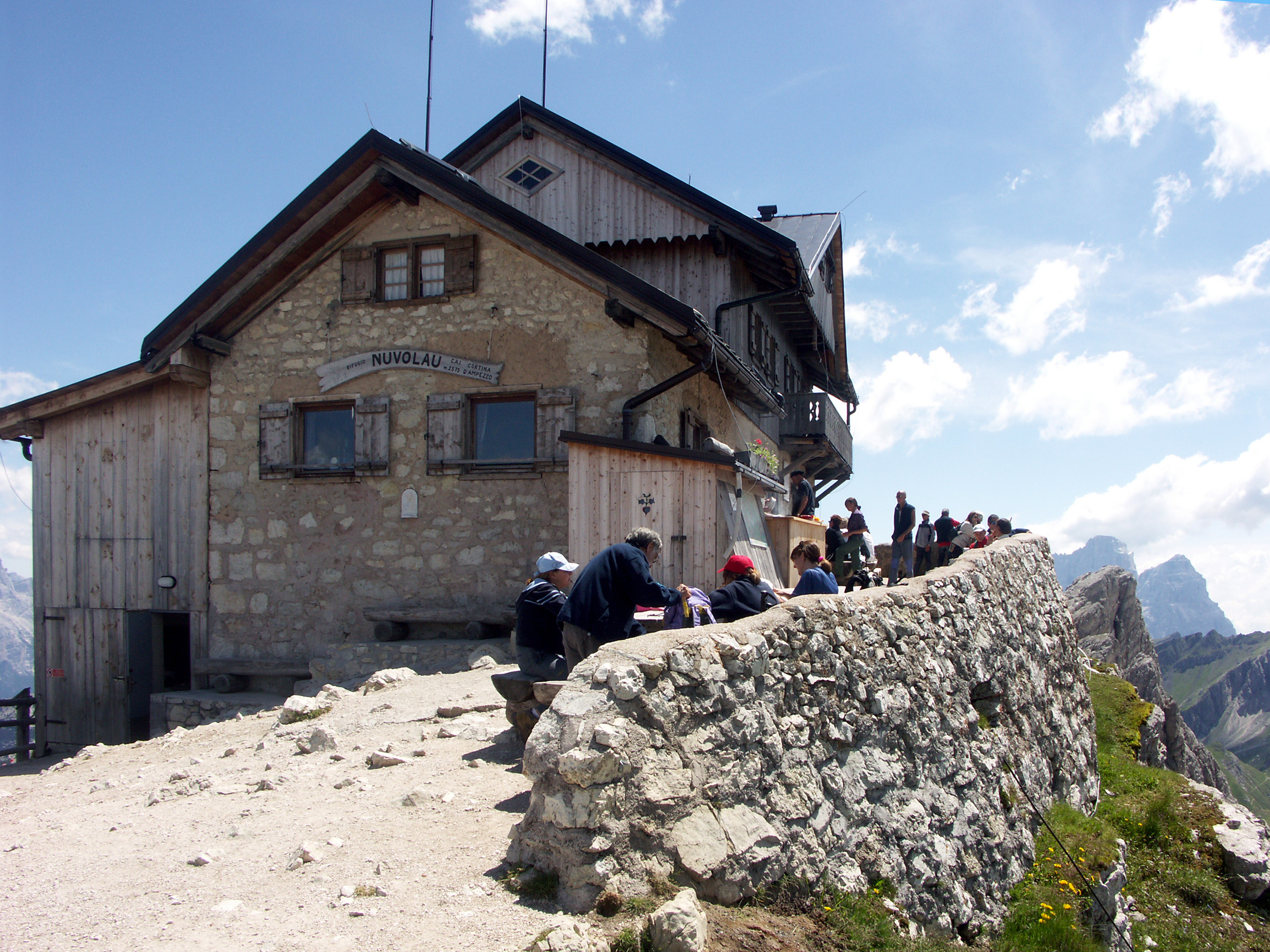
Foto del rifugio nel 2005

Il rifugio fu costruito alla fine dell'800, quando Cortina era parte del territorio Asburgico, dalla sezione locale del Club Alpino Austro-tedesco.
È stato inaugurato l'11 agosto 1883, primo rifugio alpino costruito nell'ampezzano ed il primo delle Dolomiti.
Venne eretto grazie alla generosità di un colonnello tedesco, il barone Richard vom Meerheimb (Großenhain, 14 gennaio 1825 - Dresda, 18 gennaio 1896), il quale giunto a Cortina dalla Sassonia (Sachsen in tedesco) gravemente malato, trovò guarigione nell'ampezzano ed in segno di gratitudine (dank in tedesco) fece costruire il rifugio con il nome di Sachsendankhütte ("rifugio della gratitudine sassone").
Dopo un primo ampliamento nel 1901, il rifugio venne distrutto nel corso della prima guerra mondiale.
Dopo il conflitto Cortina d'Ampezzo entrò a far parte del Regno d'Italia (1918) ed il rifugio passò di proprietà al CAI sezione di Cortina, che lo ampliò e lo riaprì nel 1930 con il nome di rifugio Nuvolau.
Ulteriormente ampliato nel 1970, dal 1973 e per 47 anni è stato gestito dalla famiglia Siorpaes.

## Caratteristiche e informazioni
Il rifugio è aperto d'estate (15 giugno - 30 settembre). Ha 26 posti letto divisi in quattro camere ed una camerata.

## Accessi
Dal passo Giau:
- sentiero alpino n° 452 attraverso Masarè di Piezza e rifugio Averau, poi con il sentiero alpino n° 439.
- attraverso il rifugio Fedare con il sentiero alpino n° 441 fino al rifugio Averau, poi con il sentiero alpino n° 439.
- sentiero alpino n° 443 fino alla via ferrata Ra Gusella, poi sentiero alpino n° 438.

Dal passo Falzarego:
- sentiero alpino n° 441 attraverso il rifugio Averau, poi con il sentiero alpino n° 439.
- sentiero alpino n° 419 attraverso il Col Gallina, lago di Limides ed il rifugio Averau, poi con il sentiero alpino n° 439.
- sentiero alpino n° 440 attraverso il Col Gallina, rifugio Averau, poi con il sentiero alpino n° 439.

Dalle Cinque Torri:
- sentiero alpino n° 439 attraverso il rifugio Cinque Torri,

## Ascensioni
- Gusela del Nuvolau, 2595 m, diff. 1º e 2º grado
- Monte Averau, 2647 m, diff. 1º e 2º grado

Il rifugio fa anche da punto di appoggio per gli alpinisti impegnati sulle pareti delle Cinque Torri.